# Tioeter

Den generella strukturformeln för en tioeter.

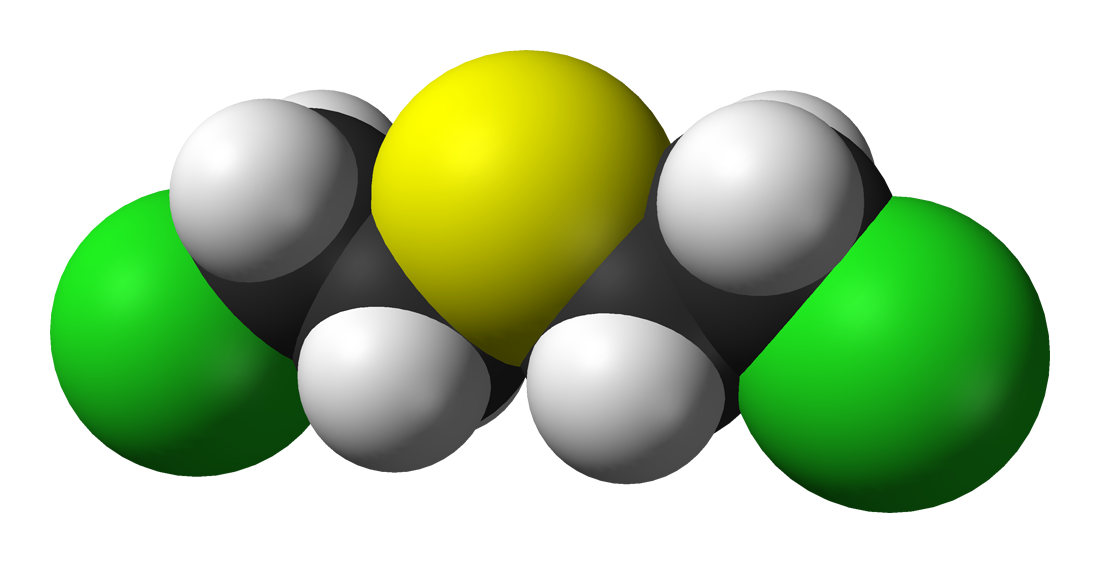
Senapsgas är en tioeter.

En tioeter är en funktionell grupp som består av en svavelatom som håller ihop två organiska grupper. Det är också samlingsnamnet på de föreningar som innehåller denna funktionella grupp.
Tioetrar är analoga med etrar fast med den skillnaden att etrar innehåller syre i stället för svavel. Tioetrar kan till skillnad från etrar oxideras till sulfoxider och vidare till sulfoner.
Tioetrar går ofta, i synnerhet i äldre litteratur, under benämningen sulfider. Dimetylsulfid är alltså samma sak som metyltiometan.